# Alejandro González (futbolista venezolano)
Alejandro Jesús González Tábata (Caracas, Venezuela, 14 de junio de 1997) es un futbolista venezolano que juega como defensa y su actual equipo es el Llaneros de Guanare EF de la Primera División de Venezuela.

## Clubes
| Club       | País      | Año               |
| ---------- | --------- | ----------------- |
| Monagas SC | Venezuela | 2015 - actualidad |

## Monagas Sport Club
Comienza a jugar con el Monagas Sport Club desde 2015, para el Torneo Apertura 2016. Su participación en dicho torneo ha sido poco concurrente.
González jugó cinco partidos de los veinte donde fue convocado, con el Monagas Sport Club en el Torneo Apertura de Venezuela de 2017, logrando ser campeones antes el Caracas FC, el 2 de julio de 2017.

## Estadísticas
- Última actualización el 4 de julio de 2017.

| Equipo     | Temporada | Liga             | Liga             | Copas nacionales | Copas nacionales | Copas internacionales | Copas internacionales | Total | Total |
| Equipo     | Temporada | PJ               | Goles            | PJ               | Goles            | PJ                    | Goles                 | PJ    | Goles |
| Venezuela  | Venezuela | Primera División | Primera División | Copa Venezuela   | Copa Venezuela   | CONMEBOL              | CONMEBOL              | PJ    | Goles |
| ---------- | --------- | ---------------- | ---------------- | ---------------- | ---------------- | --------------------- | --------------------- | ----- | ----- |
| Monagas SC | 2016      | 14               | 0                | 0                | 0                | 0                     | 0                     | 14    | 0     |
| Monagas SC | 2017      | 5                | 0                | 0                | 0                | 0                     | 0                     | 5     | 0     |
| Monagas SC | Total     | 19               | 0                | 0                | 0                | 0                     | 0                     | 19    | 0     |
| Total      | Total     | 19               | 0                | 0                | 0                | 0                     | 0                     | 19    | 0     |

## Palmarés

### Campeonatos nacionales
| Título           | Club    | País      | Año  |
| ---------------- | ------- | --------- | ---- |
| Torneo Apertura  | Monagas | Venezuela | 2017 |
| Primera División | Monagas | Venezuela | 2017 |